# Эгпарс, Альбер
Альбер Эгпарс (фр. Albert Ayguesparse; 1 апреля 1900, Брюссель — 28 сентября 1996, Брюссель) — бельгийский поэт, прозаик, эссеист и критик. Член Королевской академии французского языка и литературы Бельгии (1962).

## Биография
Сын рабочего-печатника. В 1919 получил педагогическое образование. Работал школьным учителем.
С восторгом принял Октябрьскую революцию 1917 года в России. Будучи сторонником идей Ж. Жореса, К. Маркса, Ж. Сореля, Г. Плеханова, П. Лафарга, В. Ленина и Л. Троцкого, был связан с социалистическим движением в Бельгии. Возглавлял ряд прогрессивных изданий, сотрудничал с А. Барбюсом (группа «Кларте», еженедельник «Monde» — «Мир»). Руководил журналом «Marginales» («Заметки на полях»).

## Творчество
Дебютировал в 1923 году. Вступил в литературу, как поэт острой политической мысли.
Автор романов о жизни и борьбе рабочих, написанные в традициях критического реализма («Мертвая рука» — «La main morte», 1938; «„Альбатрос“ опаздывает на три часа» — «„L’Albatros“ a trois heures de retard», 1967).
В своих произведениях выступал с суровой критикой буржуазии («День за днем» — «D’un jour à l’autre», 1940; «Час правды» — «L’heure de la vérité», 1947, рус. пер. 1972; «Мы идем за своей тенью» — «Notre ombre nous précède», 1953, рус. пер. 1974); писал о судьбах молодежи («Потерянное поколение» — «Une génération pour rien», 1954).
Автор сборника новелл «По всей вероятности» («Selon toute vraisemblance», 1962).

## Избранные произведения

### Эссе
- «Машинизм и культура» («Machinisme et culture», 1931)
- «Магия капитализма» («Magie du capitalisme», 1934)

### Сборники стихов
- «Девять светлых подношений» («Neuf offrandes claires», 1923),
- «Последние огни на земле» («Derniers feux à terre», 1931),
- «Черное кагорское вино» («Le vin noir de Cahors», 1957). (1957 — Prix Engelman)
- «Langage»

### Романы
- «La main morte»
- «Notre ombre nous précède» (1952)
- «Une génération pour rien» (1954).

## Награды
- 1952 — премия Prix Victor-Rossel
- 1954 — премия Prix triennal du roman
- 1957 — премия Prix Engelman
- 1968 — премия Prix Chatrian
- 1996 — премия Prix littéraires de la Communauté française de Belgique